# 6574 Gvishiani
6574 Gvishiani è un asteroide della fascia principale del diametro medio di circa 24,8 km. Scoperto nel 1976, presenta un'orbita caratterizzata da un semiasse maggiore pari a 3,3979834 UA e da un'eccentricità di 0,1920872, inclinata di 17,71393° rispetto all'eclittica.